# Villa gallo-romana di Orbe-Boscéaz
Orbe-Boscéaz, noto anche come Boscéay, è un sito archeologico della Svizzera, situato nel territorio del comune vodese di Orbe.

## Descrizione
Il sito di Boscéaz è costituito da cinque padiglioni che ospitano la più ricca collezione di mosaici romani della Svizzera. I mosaici provengono da una villa gallo-romana costruita principalmente tra il 160 e il 180 d.C., e comprendente in particolare terme private e un tempio dedicato a Mitra.
I primi mosaici furono scoperti nel 1841, quelli del Tritone e del Labirinto nel 1845 (risotterrato e riscoperto nel 1930), quello delle Divinità nel 1862, quello delle Foglie d'Alloro nel 1863 (risotterrato e riscoperto più volte fino al 1925), e quello di Achille sull'isola di Sciro nel 1993. I primi scavi scientifici furono effettuati solo nel 1896 e portarono alla classificazione del sito come monumento storico nel 1900. Nel 1976 fotografie aeree hanno rivelato l'estensione della villa, la cui parte residenziale era lunga più di 200 metri, circondata da una tenuta di 16 ettari.
Il sito è stato scavato tra il 1986 e il 2004 da studenti di archeologia dell'Università di Losanna. Tali scavi hanno permesso di studiare l'intera area residenziale del complesso e di riportare alla luce il nono mosaico. Hanno inoltre rivelato che il sito fu occupato fin dal Neolitico, con tracce di insediamento anche durante l'età del bronzo e nella seconda età del ferro.
L'intero sito è classificato come bene culturale svizzero di importanza nazionale.

### Presentazione dei mosaici
Sono presenti nove mosaici pavimentali, di cui otto visitabili. La maggior parte di questi pavimenti sono conservati nella loro posizione originaria. La numerazione utilizzata oggi è quella presente nella guida scritta da Victorine von Gonzenbach nel 1974, poi nella guida archeologica pubblicata nel 1997.
- Mosaico n. 1, detto "Triclinio Orientale". Pavimento con decorazione geometrica. Confine occidentale, scoperto nel 1925, visibile nel Padiglione I. La maggior parte del mosaico, riportato alla luce nel 1987, è protetto da un ricovero temporaneo in attesa di restauro.
- Mosaico n. 2, detto "foglia di alloro". Pavimento con decorazione geometrica in bianco e nero, visibile nel Padiglione I. Questo mosaico, uno dei meglio conservati nel sito, decorava un ambiente, probabilmente un vestibolo, situato tra gli ambienti decorati dai mosaici n. 1 e 3.
- Mosaico n. 3, detto "Triclinio Occidentale". Pavimento con decorazione geometrica. Solo l'angolo sud-ovest, sgomberato nel 1925, è conservato ed è visibile nel Padiglione I.
- Mosaico n. 4, detto "il Tritone". Pavimento con decorazione figurata. Scoperto nel 1845 e parzialmente saccheggiato l'anno successivo, questo mosaico era uno dei più belli della villa. Diversi frammenti conservati, visibili nel Padiglione II, rappresentano Teseo che abbandona Arianna sull'isola di Naxos, diversi animali (leone, pantera, delfino, lepre, uccelli), la gorgone Medusa, motivi floreali, due elementi della bordura vegetale.
- Mosaico n. 5, detto "il Labirinto". Pavimento con decorazione figurata, visibile nel Padiglione II. La parte principale è una rappresentazione quadrata del labirinto cretese, con una fascia di decorazione geometrica.
- Mosaico n. 6, detto "della Processione Rustica". Pavimento con decorazione figurata, visibile nel Padiglione III. La parte conservata rappresenta una scena di vita contadina.
- Mosaico n. 7, detto "quadrati e diamanti". Pavimento con decorazione geometrica, visibile nel Padiglione III. Decorazione trompe-l'œil, con rombi decorati con foglie d'edera e riquadri con diversi motivi geometrici.
- Mosaico n. 8, detto "le divinità della settimana". Pavimento con decorazione figurata, visibile nel Padiglione IV. Tredici medaglioni rappresentano le divinità della settimana (Saturno, Sole, Luna, Marte, Mercurio, Giove, Venere ), Narciso, Ganimede, quattro coppie composte da un Tritone e una Nereide; bordi con scene di caccia e combattimento di animali; agli angoli i busti delle stagioni personificate (si conservano: primavera, autunno e parzialmente inverno). È uno dei mosaici meglio conservati della villa.
- Mosaico n. 9, detto "da Achille a Sciro". Pavimento con decorazione figurata, conservato nel Padiglione V. Scoperto nel 1993 durante gli scavi presso l'Università di Losanna, questo mosaico è aperto al pubblico solo in rare occasioni. La decorazione è composta da due dipinti, circondati da 30 quadrati che presentano motivi diversi, che illustrano un episodio della guerra di Troia: i Greci, in viaggio verso Troia, vengono a cercare Achille sull'isola di Sciro. Nel dipinto superiore, Ulisse è raffigurato sui bastioni del palazzo del re Licomede con il suo schiavo Agyrtes che suona la tuba. Nel dipinto inferiore, che illustra il gineceo del palazzo, Achille ha afferrato le armi mentre tra le donne è disseminato il panico.

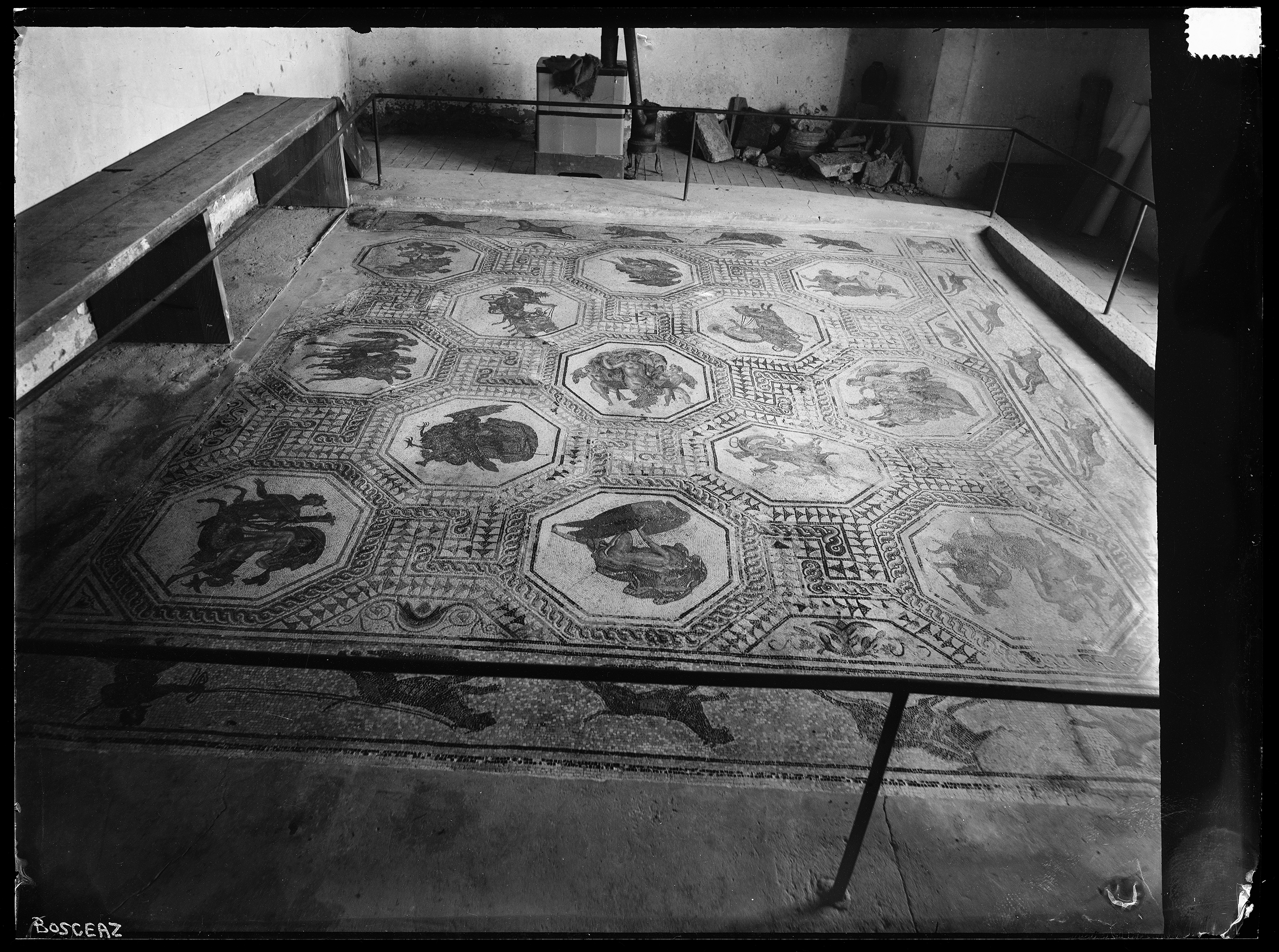
Mosaico delle Divinità della settimana, fotografie di Albert Naef, 1896. Vista verso nord.
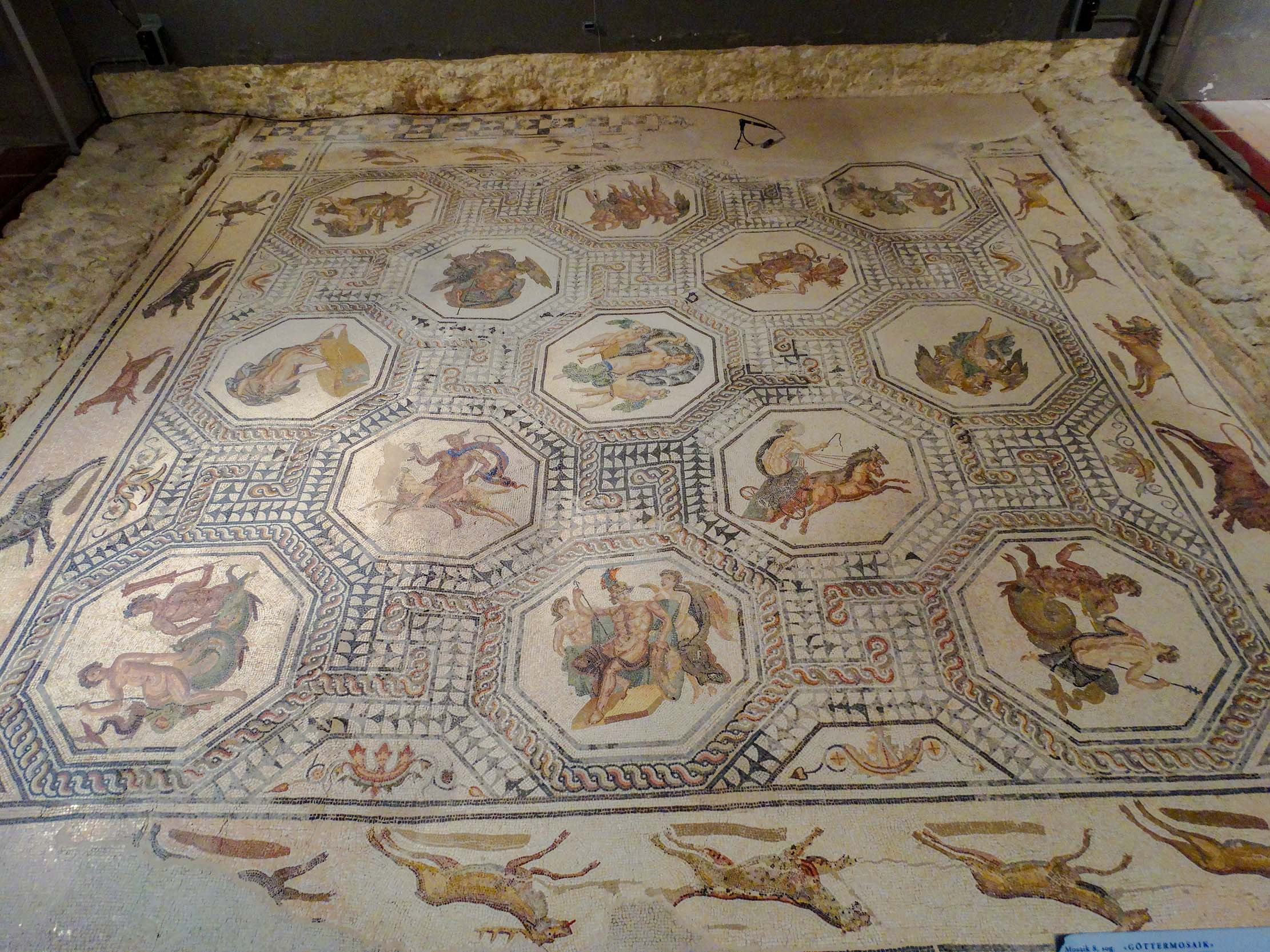
Mosaico delle Divinità della settimana: vista corrente, verso ovest.
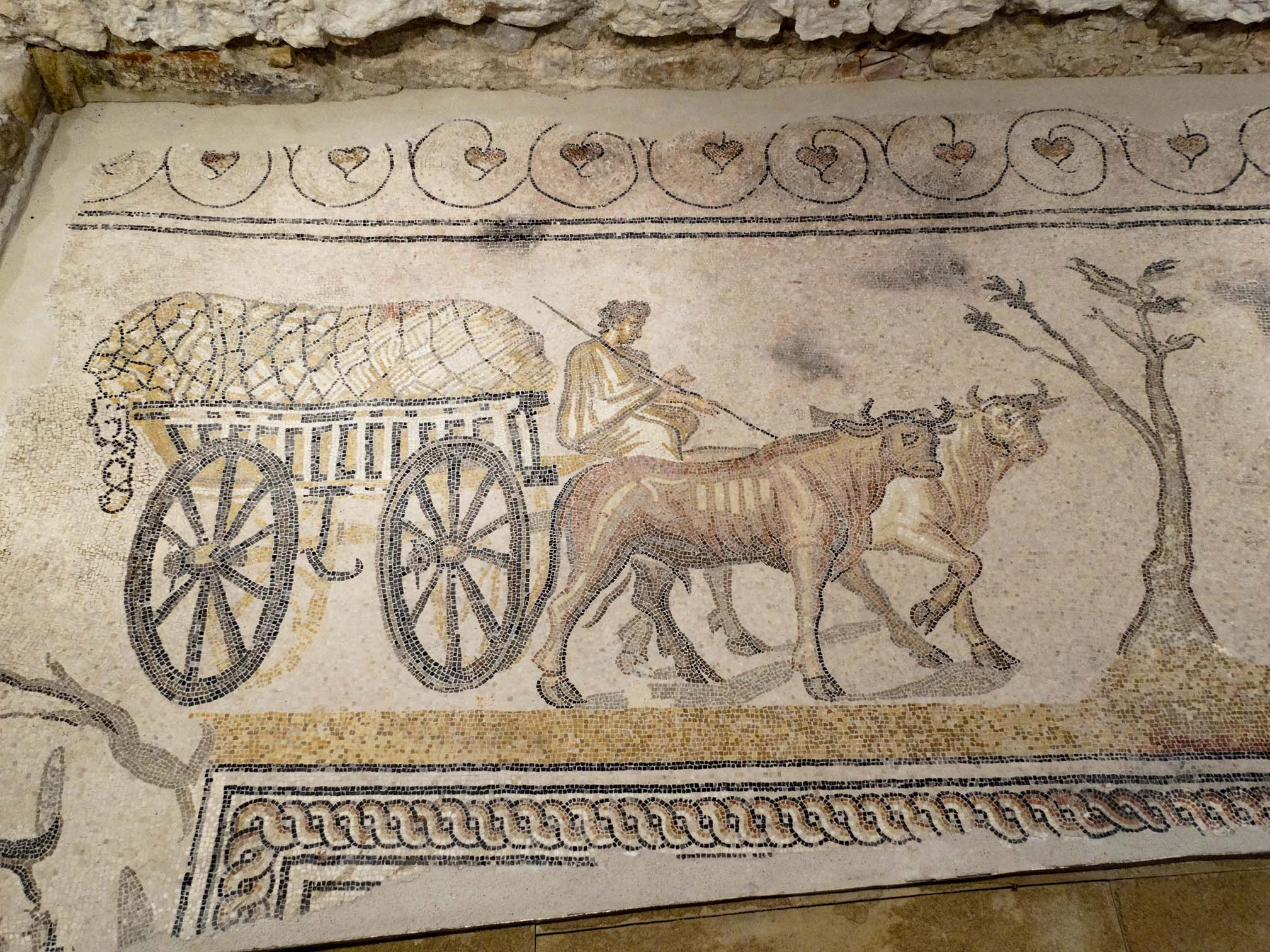
Particolare del mosaico della Processione Rustica.
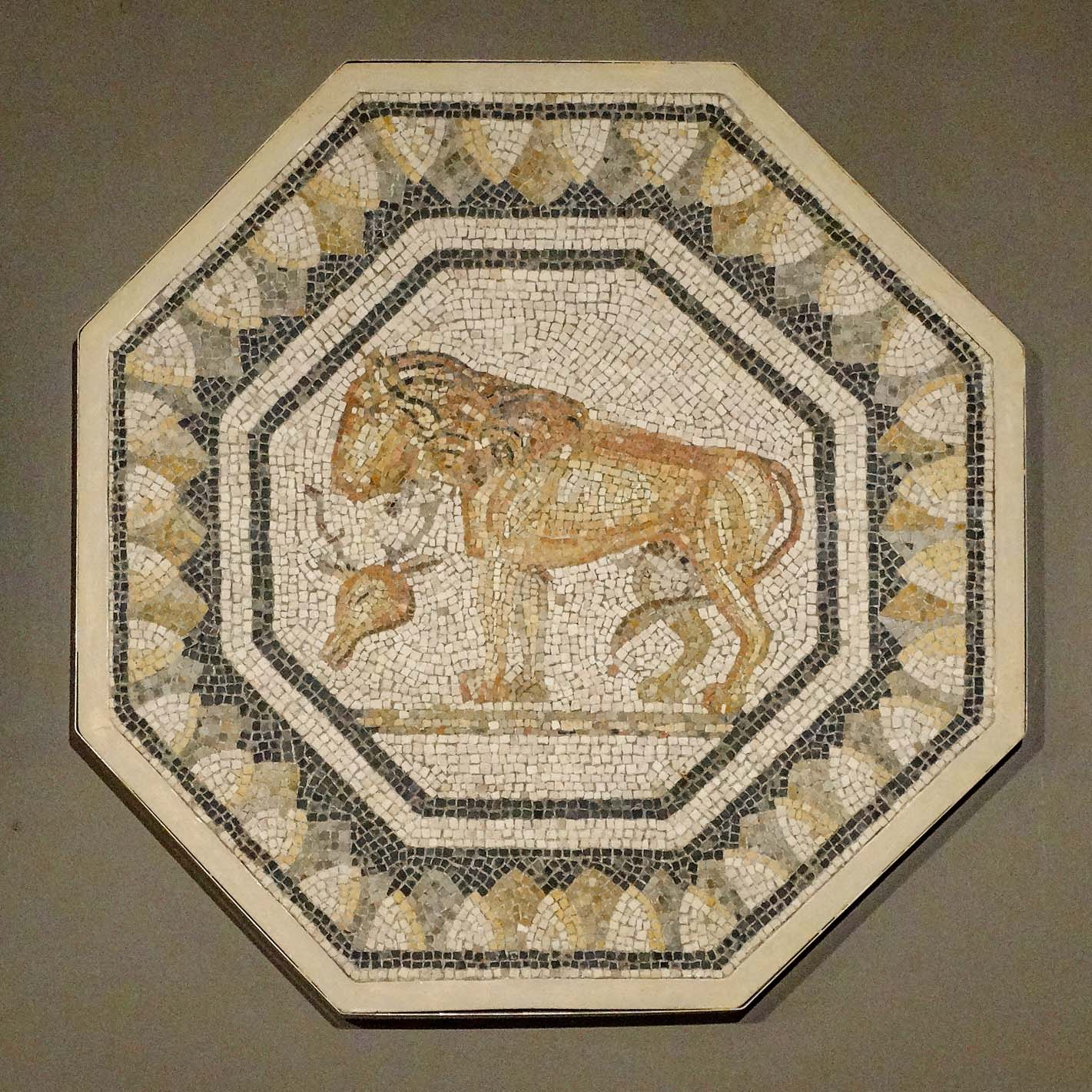
Uno dei medaglioni del mosaico del Tritone.
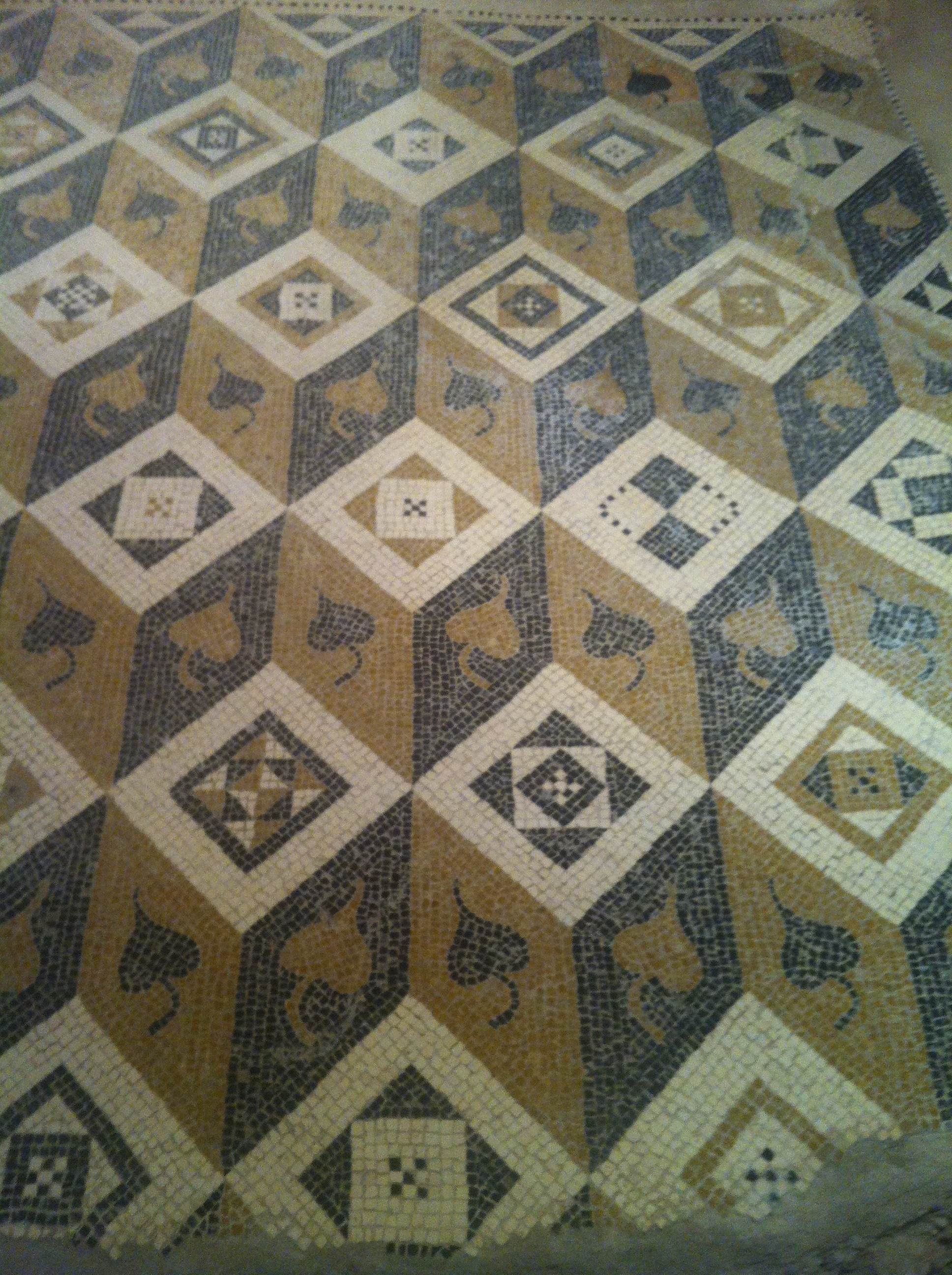
Particolarità del mosaico quadrato e diamante.
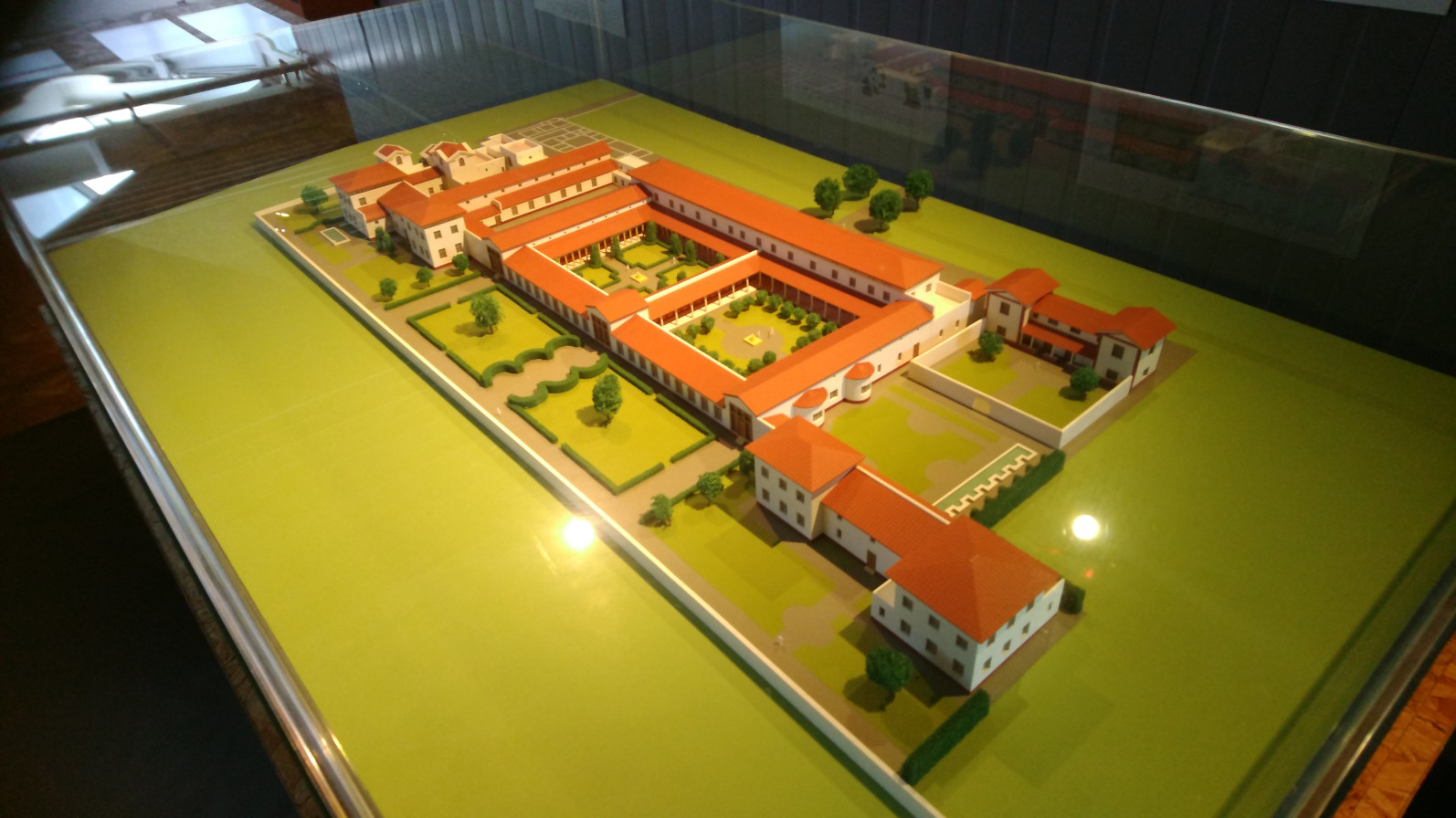
Modello della parte residenziale della villa romana di Orbe-Boscéaz, 2º secolo d.C.